# منصور بن المعتمر
منصور بن المعتمر بن عبد الله السلمي الكوفي (نحو 60 هـ - 132 هـ / 680 -750م)، أبو عتاب: تابعي، من أعلام رجال الحديث. من أهل الكوفة، لم يكن فيها أحفظ للحديث منه، وكان ثقة ثبتا.طلب الحديث، وهو شاب، وسمع في سنة 80 هـ وبعد ذلك.أدرك أنس بن مالك وروى عنه، ورأى عبد الله بن أبي أوفى.
قال الطبري:«منصور بن المعتمر السلمي، ويكنى أبا عتاب وكان فاضلا ورعا دينا ثقه أمينا»،وقال سفيان بن عيينة: «صام منصور ستين سنة، يقوم ليلها ويصوم نهارها».وقال زائدة بن قدامة الثقفي: «إن منصور بن المعتمر صام ستين سنة يقوم ليلها ويصوم نهارها، وكان يبكي، فتقول له أمه يا بني: قتلت قتيلا؟ فيقول: أنا أعلم بما صنعت بنفسي، فإذا كان الصبح كحل عينيه ودهن رأسه، وفرق شقتيه وخرج إلى الناس».
كان يحث زعماء قبائل الكوفة في الإنضمام لزيد بن علي.أخذه يزيد بن عمر بن هبيرة أمير العراق ليوليه القضاء فامتنع ورعًا، فحسبه شهرين، ثم قبل القضاء فجلس للناس وتقدموا إليه فجعل يقول: لا أحسن، واعتزل القضاء، فأقر ابن هبيرة عزله واجازه، فقبل منصور جائزته.

## سيرته

### نسبه
- المنصور بْن المعتمر بْن عَبْد اللَّه بْن ربيعة بْن حبيب بْن مالك بن أسعد بن رفاعة بن ربيعة بن رفاعة بن الحارث بن بهثة بن سليم السلمي.[12]
- جده: عبد الله بن ربيعة السلمي له صحبة، واخته زوجة عتبة بن فرقد السلمي وهو خال عمرو بن عتبة بن فرقد.[13]

ينتمي أبو عتاب منصور بن المعتمر بن عبد الله بن ربيعة إلى بني سُليم وقد طلب العلم وأقام في الكوفة. وقد عُرف عنه اجتهاده في العبادة، حتى قيل أنه صام أربعين سنة، وقام ليلها وهو يبكي. وقد طلبه يزيد بن عمر بن هبيرة حين ولي الكوفة، ليوليه القضاء، فامتنع. وقد توفي منصور بن المعتمر سنة 132 هـ.

## روايته للحديث النبوي
- روى عن: أبي وائل وربعي بن حراش وإبراهيم بن يزيد النخعي وخيثمة بن عبد الرحمن وخيثمة بن أبي خيثمة البصري[17] وهلال بن يساف وزيد بن وهب وذر بن عبد الله الهمداني وكريب مولى ابن عباس وأبي الضحى مسلم بن صبيح وأبي صالح باذام وأبي حازم سلمان الأشجعي وسعيد بن جبير وعامر الشعبي ومجاهد بن جبر وعبد الله بن مرة.[14] وتميم بن سلمة والحسن البصري والحكم بن عتيبة وخالد بن سعد وخالد الحذاء وزياد بن عمرو بن هند الجملي وأبي معشر زياد بن كليب وسالم بن أبي الجعد وسعد بن عبيدة وصالح أبي الخليل وطلحة بن مصرف وطلق بن حبيب العنزي وعاصم بن بهدلة وعبد الله بن يسار الجهني وعبد الرحمن بن يزيد النخعي وعبيد الله بن علي بن عرفطة السلمي وأبي الحسن عبيد بن الحسن وعبيد بن نسطاس وعطاء بن أبي رباح وعلي بن الأقمر وعمرو بن مرة وابن شهاب الزهري والمسيب بن رافع والمنهال بن عمرو وموسى بن عبد الله بن يزيد الخطمي وأبي عثمان التبان، شبيب بن غرقدة البارقي.[18]
- روى عنه: ابن عمه حصين بن عبد الرحمن السلمي وأيوب السختياني وسليمان بن مهران الأعمش وسليمان بن طرخان التيمي وشعبة بن الحجاج وسفيان الثوري وشيبان النحوي وشريك القاضي ومعمر بن راشد وإبراهيم بن أدهم والفضيل بن عياض وأسباط بن نصر وإسرائيل بن يونس وجعفر بن زياد الأحمر والحسن بن صالح بن حي ومفضل بن مهلهل وهريم بن سفيان وورقاء بن عمر اليشكري وزائدة بن قدامة ووهيب بن خالد بن عجلان وأبو حمزة محمد بن ميمون المروزي وأبو وكيع الجراح بن مليح والحكم بن هشام الثقفي وسلام بن أبي مطيع والقاسم بن معن المسعودي ومعلى بن هلال الطحان وأبو عوانة الوضاح بن عبد الله وأبو المحياة يحيى بن يعلى التيمي وعبيدة بن حميد وأبو حفص عمر بن عبد الرحمن الأبار وأبو الأحوص سلام بن سليم وجرير بن عبد الحميد ومعتمر بن سليمان وسفيان بن عيينة[14] وأبان بن صالح وإبراهيم بن طهمان وحجاج بن أرطاة وحجاج بن دينار وحماد بن زيد وروح بن القاسم وزهير بن معاوية وزياد بن عبد الله البكائي وعبد العزيز بن عبد الصمد العمي وعلي بن صالح بن حي وعمار بن رزيق وعمرو بن أبي قيس الرازي وقيس بن الربيع وكامل أبو العلاء ومحمد بن الفضل بن عطية ومسعر بن كدام وأبو حمزة السكري وأبو مالك النخعي.[18]
- الجرح والتعديل: اعتبر العجلي رواية سفيان الثوري عن منصور بن المعتمر عن إبراهيم بن يزيد النخعي عن علقمة بن قيس النخعي عن عبد الله بن مسعود أحسن أسانيد الكوفة،[19] وقال عنه العجلي: «كان منصور أثبت أهل الكوفة، لا يختلف فيه أحد، صالح متعبد»، كما قال أبو حاتم الرازي: «الأعمش حافظ، يدلس ويخلط، ومنصور أتقن منه، لا يخلط ولا يدلس»،[14] وقال عنه يحيى بن سعيد القطان: «كان منصور من أثبت الناس»،[14] وقال سفيان الثوري: «ما خلفت بعدي بالكوفة آمن على الحديث من منصور»،[20] وقال أحمد بن حنبل: «منصور أثبت من إسماعيل بن أبي خالد»،[20] وقال يحيى بن معين: «منصور أثبت من الحكم بن عتيبة، ومنصور من أثبت الناس»،[21] وقال ابن سعد: «كان ثقة مأمونًا، كثير الحديث، رفيعًا، عاليًا»،[22] وقد ذكره في طبقاته في الطبقة الخامسة من أهل الكوفة،[18] كما روى له الجماعة.[15]

## مكانته الدينية
قال عبد الله بن الأجلح: «رأيت منصورًا أحسن الناس قيامًا في الصلاة»، وقال عبد الرحمن بن مهدي: «لم يكن بالكوفة أثبت من أربعة فبدأ بمنصور، وأبي حصين، وسلمة بن كهيل، وعمرو بن مرة، وكان منصور أثبتهم»، وقال أبو بكر بن عياش: «رحم الله منصورًا، كان صوامًا قوامًا»، وقال إبراهيم بن موسى الفراء: «أثبت أهل الكوفة منصور، ثم مسعر».